# 共鳴吸収
共鳴吸収（きょうめいきゅうしゅう）とは、ある物質系が振動外場のエネルギーを吸収して励起する現象のことである。
振動の周波数を変化させると、ある値の近傍で特に強いエネルギー吸収が起こる。
複素感受率の虚数部が共鳴吸収線を表す。

## 例
- 光による局在電子の遷移
- 核磁気共鳴
- 電子スピン共鳴
- ランダウ準位間のサイクロトロン共鳴
- 表面プラズモン共鳴
- メスバウアー効果